# أودوريك من بوردينوني
أودوريك من بوردينوني (1286-1331)، ويُعرَف أيضًا باسم أودوريكو ماتيوسي/ماتيوزي أو أودوريكوس من فريولي أو أودوريك من بوردينوني، هو راهب فرنسيسكاني ومستكشف تبشيري إيطالي في فترة أواخر العصور الوسطى. مثّلت روايته حول زيارته للصين مرجعًا هامًا لرواية جون ماندفيل. ثبت أن العديد من التقارير المذهلة لمانديفيل ما هي إلا نُسخ محرَّفة عن أوصاف أودوريك الدقيقة.

## حياته
وُلد أودوريك في فيلانوفا، وهي قرية صغيرة تنتمي حاليًا لمدينة بوردينوني في فريولي، في عام 1286 أو نحو ذلك. ينحدر من عائلة ماتيوسي الإيطالية، وهي أحد العائلات التي تولت مسؤولية الدفاع عن مدينة بوردينوني في سبيل أوتوكار الثاني، ملك بوهيميا. كتب أوتو هارتيج في الموسوعة الكاثوليكية أن أسرة أودوريك تشيكية. ذكر أندريا تيلاتي، في الموسوعة الإيطالية للعلوم، أن هذا غير مدعم بالأدلة.
وفقًا لكُتاب السير الذاتية الكنسية، أقسم أودوريك في أعوامه المبكرة بنذور الفرنسيسكان وانضم إلى ديرهم في أوديني، عاصمة فريولي. في عام 1296، ذهب أودوريك في بعثة تبشيرية إلى البلقان، ثم إلى المغول في جنوب روسيا.
أُرسل أودوريك إلى الشرق في أبريل عام 1318. بدأ من بادوفا، ثم ذهب إلى القسطنطينية عبر البندقية ثم عبر البحر الأسود متوجهًا إلى طرابزون. سافر من هناك ووعظ في أرمينيا وماديا وبلاد فارس. أنشأ الفرانسيسكان مراكز بعثات في جميع هذه الدول. انتقل من سلطانية إلى كاشان ويزد، ثم عبر طريقًا غير مباشر إلى حد ما مرورًا بمناطق برسبوليس وشيراز وبغداد، إلى الخليج الفارسي. أبحر برفقة جيمس من أيرلندا من مملكة هرمز إلى الهند، وصولًا إلى ثين، بالقرب من مومباي.
استُشهد القديس توماس من تولنتينو وثلاثة من رفاقه الفرنسيسكان في هذه المدينة مؤخرًا بتهمة «التجديف» والاستهزاء بمحمد أمام القاضي المحلي أثناء قضية عنف منزلي. جمع جوردن سيفيراتش رفاتهم، وهو راهب دومينيكي تركهم لفترة قصيرة قبل ذلك وأصبح لاحقًا أول أسقف كاثوليكي في الهند. دفنهم في كنيسة في سوبربا، بالقرب من فاساي، على بعد 26 ميلًا شمال مومباي. ذكر أودوريك أنه شرّح هذه الذخائر وحملها معه في رحلاته الأخرى. زار بوري أيضًا، حيث قدم أحد أقدم الروايات عن مهرجان شاريوت المُقام للإله الهندوسيِ جاغناث للعالم الغربي. في روايته الخاصة عام 1321، أفاد أودوريك عن كيفية وضع الناس «الأصنام» على العربات، واستلهام الملك والملكة وجميع الناس ذلك من «الكنيسة» بالترانيم والموسيقى.
أبحر أودوريك من الهند على متن سفينة متجهة إلى سومطرة، حيث زار موانئ مختلفة على الساحل الشمالي لتلك الجزيرة. ثم زار جاوة وبورنيو وتشامبا وغوانزو (التي عرفها باسم «صين كالان» أو «ماهاتشين»). سافر من غوانزو برًا إلى ميناء تشوانتشو العظيم (مدينة الزيتون) حيث امتلكت جماعته منزلين. أودع معظم بقايا شهداء ثين الأربعة في أحد هذه المنازل، ومع ذلك، واصل حمل رأس القديس توماس إلى أن سلمه إلى الفرنسيسكان في مسقط رأس الشهيد بمدينة تولنتينو.
عبر أودوريك الجبال من فوزهو إلى جيجيانغ وزار هانغتشو («الخنساء»). قدم أودوريك آنذاك تفاصيل عن روائع المدن الكبرى في العالم –كما فعل ماركو بولو ومارغنولي وابن بطوطة. مرورًا بنانجينغ نحو الشمال وعبورًا بنهر اليانغتسي، انطلق أودوريك إلى القناة الصينية الكبرى وسافر إلى مقر الخاقان (يُرَجح بأنه ييسوان تيمور خان) في خنبليق (بكين حاليًا). مكث هناك لمدة ثلاثة أعوام، ربما من عام 1324 إلى عام 1327. كان على صلة، بلا شك، بإحدى الكنائس التي أسسها رئيس أساقفة الفرنسيسكان جون من مونتيكورفينو، في هذه الفترة من الشيخوخة المتقدمة. زار أيضًا يانغتشو حيث عُثر على شاهد قبر كاتارينا فيليوني.
لم يعُد أودوريك إلى إيطاليا حتى نهاية عام 1329 أو مطلع عام 1330، أما عن الفترة التي توسطت ذلك، فإن جميع ما يمكننا استخلاصه من رواياته أو أي دليل آخر هو وجوده في غرب الهند بعد عام 1321 مباشرة (في عام 1322 بكل تأكيد) ومكوثه ثلاثة أعوام في الصين بين مطلع عام 1323 وأواخر عام 1328. كان على وشك الغرق نتيجة انقلاب سفينة كان على متنها أثناء أحد رحلاته، ولكنها رست بسلام في بوليناو بمحافظة بانغاسينان في الفلبين. يُذكر أنه تولى قداسًا هناك نحو عام 1324. وهو القداس الذي يسبق ما احتفل به فرناندو ماجلان في عام 1521، ويُعتبر عمومًا القداس الأول في الفلبين، قبل نحو 197 عامًا. مع ذلك، استنتج المؤرخ ويليام هنري سكوت بعد دراسة كتابات أودوريك حول رحلاته أنه من المحتمل أن قدميه لم تطأ أرض الفلبين، وإن فعل ذلك، فليس هناك سبب للاعتقاد بأنه احتفل بالقداس.
لم توصف رحلة عودة أودوريك بوضوح. إذ يبدو أن الرحالة المغامر دخل التبت أو قد زار شينغوان أثناء عودته برًا مرورًا بآسيا، عبر أرض الكاهن يوحنا (ربما منغوليا)، وعبر كاسان. يمكن تتبع الراهب بعد ذلك إلى شمال بلاد فارس، فيما أطلق عليه اسم «ميلستورت»، التي اشتهرت قديمًا باسم أرض السفاحين، أي منطقة آلموت. لا توجد مؤشرات أخرى عن طريق عودته (إلى البندقية)، رغم أنه من شبه المؤكد مروره بتبريز. تتناقض الطبيعة المبهمة والمجزأة للسرد، في هذا القسم، قسريًا مع التتبع الواضح الدقيق للطريقة الخارجية.
رافق جيمس من أيرلندا أودوريك خلال فترة من هذه الرحلات الطويلة، وهو رجل أيرلندي، كما ورد في سجل في كتب أوديني العامة، والذي ذُكر فيها تقديم هدية للراهب الأيرلندي بعد وفاة أودوريك بفترة وجيزة. انتقل أودوريك إلى منزل صغير مُلحَق برهبنة القديس أنطونيو فور عودته، وسرد هناك قصة رحلاته في مايو 1330، والتي دونها الراهب ويليام من سولانا باللاتينية.
مرض أودوريك في بيزا أثناء سفره إلى المحكمة البابوية في أفينيون، ثم عاد إلى أوديني، عاصمة إقليمه الأصلي، وتوفي هناك.